# Милья, Луис (футболист, 1994)
Луи́с Ми́лья Мансана́рес (исп. Luis Milla Manzanares; род. 7 октября 1994, Мадрид) — испанский футболист, полузащитник клуба «Хетафе».

## Клубная карьера
Милья — воспитанник клубов «Райо Махадаонда» и столичного «Атлетико Мадрид». Он дебютировал в молодёжном составе «Атлетико Мадрид» в третьем дивизионе Испании в сезоне 2013/14, а 17 января 2014 года был отдан в аренду в команду «Сан-Себастьян-де-лос-Рейес».
В июле 2014 года Милья подписал контракт с другой резервной командой — «Райо Вальекано Б», выступающей в Сегунде B. 7 августа следующего года он перешёл в клуб Сегунды «Алькоркон», а затем был арендован на один год «Гихуэло», который на тот момент выступал в третьем дивизионе.
В сентябре 2015 года Милья получил серьёзную травму колена и вернулся на поле спустя семь месяцев. 17 июля следующего года он был арендован другим клубом третьего дивизиона «Фуэнлабрада».
11 июля 2017 года Милья как свободный агент подписал постоянный четырёхлетний контракт с футбольным клубом «Фуэнлабрада». 28 ноября он забил первый гол в матче против «Реал Мадрида» на стадионе «Сантьяго Бернабеу», забив на этом стадионе спустя 24 года после последнего гола своего отца.
19 января 2018 года Милья заключил четырёхлетний контракт с «Тенерифе», клубом из Сегунды. Девять дней спустя он дебютировал в профессиональном футболе, проведя на поле все 90 минут в домашнем матче против «Реал Вальядолида», который завершился вничью со счётом 0:0.
Милья забил свой первый профессиональный гол 27 октября 2018 года, сравняв счёт в домашней игре против «Алькоркон» со счётом 3:2. 24 июня 2020 года он забил два гола в домашней игре против «Мирандес» со счётом 4:1.
31 июля 2020 года Милья заключил четырёхлетний контракт с клубом «Гранада», выступающим в Ла Лиге. 12 сентября состоялся его дебют за новый клуб в высшем дивизионе испанского футбола. В матче с «Атлетик Бильбао», который закончился со счётом 2:0, Милья забил гол, успешно исполнив удар с края штрафной площадки.
25 июля 2022 года, после того как «Гранада» вылетела из высшего дивизиона в Ла Лигу 2, Милья заключил пятилетний контракт с «Хетафе», которая выступает в высшем дивизионе. Сумма сделки составила 5 млн евро.

## Личная жизнь
Сын Луис Мильи, который также был футболистом и полузащитником. Он начал свою карьеру в «Барселоне», а затем играл за такие команды, как «Реал Мадрид», «Валенсия» и сборную Испании. После завершения спортивной карьеры он работал тренером.